# یورگن گلسدورف
یورگن گلسدورف (انگلیسی: Jürgen Gelsdorf؛ زادهٔ ۱۹ ژانویهٔ ۱۹۵۳) بازیکن فوتبال اهل آلمان است.
از باشگاه‌هایی که در آن بازی کرده‌است می‌توان به باشگاه فوتبال بایر ۰۴ لورکوزن و باشگاه فوتبال آرمینیا بیله‌فلد اشاره کرد.